# GPT-4
Generative Pre-trained Transformer 4 (GPT-4)  là một mô hình ngôn ngữ lớn đa phương thức được tạo bởi OpenAI, và là mô hình thứ tư trong loạt mô hình nền tảng GPT. Nó được phát hành lần đầu vào ngày 14 tháng 3 năm 2023, và đã được công khai thông qua sản phẩm chatbot trả phí ChatGPT Plus và thông qua API của OpenAI.  Là một mô hình dựa trên biến đổi, GPT-4 sử dụng một phương thức mà trong đó việc huấn luyện trước sử dụng cả dữ liệu công khai và "dữ liệu được cấp phép từ các nhà cung cấp bên thứ ba" được sử dụng để dự đoán mã thông báo tiếp theo. Sau bước này, mô hình sau đó được tinh chỉnh với phản hồi học tăng cường từ con người và AI để phù hợp với con người và tuân thủ chính sách.
Các nhà quan sát cho biết rằng phiên bản ChatGPT sử dụng GPT-4 là một cải tiến so với phiên bản trước dựa trên GPT-3.5, với điều kiện là GPT-4 vẫn giữ lại một số vấn đề của các phiên bản trước. GPT-4 cũng có khả năng nhận ảnh làm đầu vào, mặc dù tính năng này chưa được cung cấp kể từ khi ra mắt. OpenAI đã từ chối tiết lộ một số chi tiết kỹ thuật và thống kê về GPT-4, chẳng hạn như kích thước chính xác của mô hình.